# Duomo dei Santi Apostoli Pietro e Paolo
Il duomo dei Santi Apostoli Pietro e Paolo è il principale luogo di culto (madrice o matrice o chiesa madre) ubicato in piazza Duomo (Û Chianu â Chiesa) nel centro abitato di Petralia Soprana.

## Storia

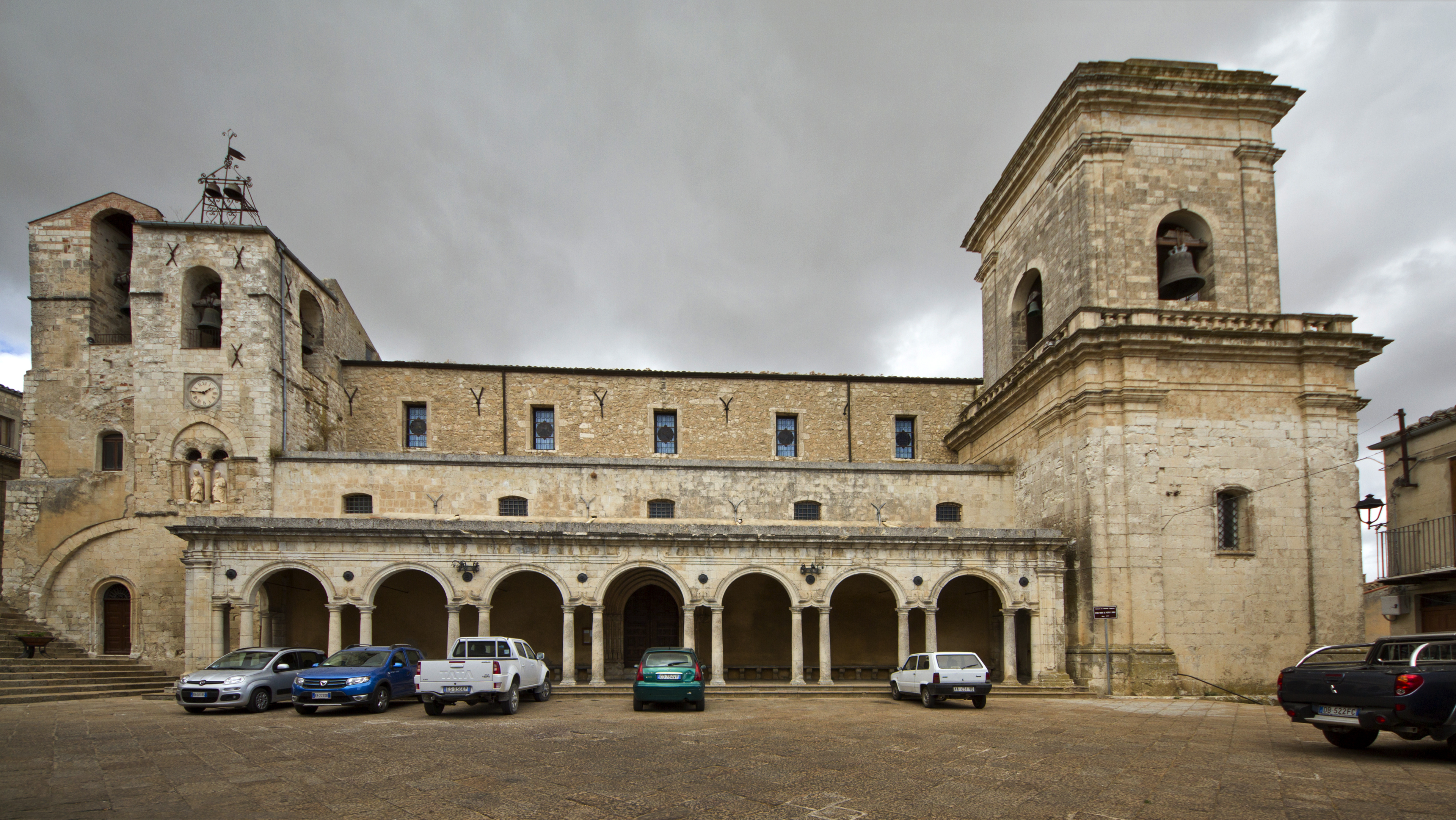
Prospetto meridionale.

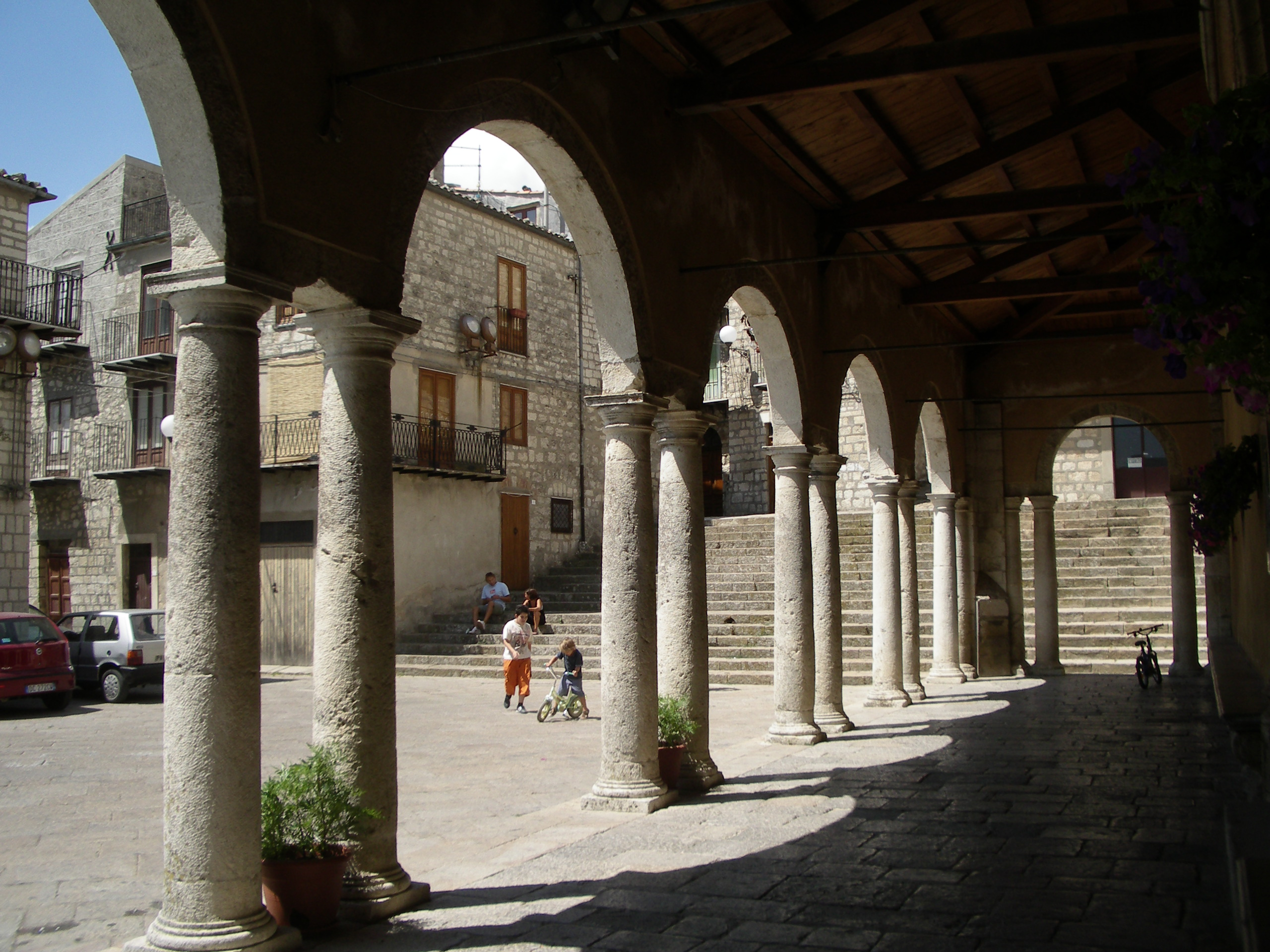
Portico.

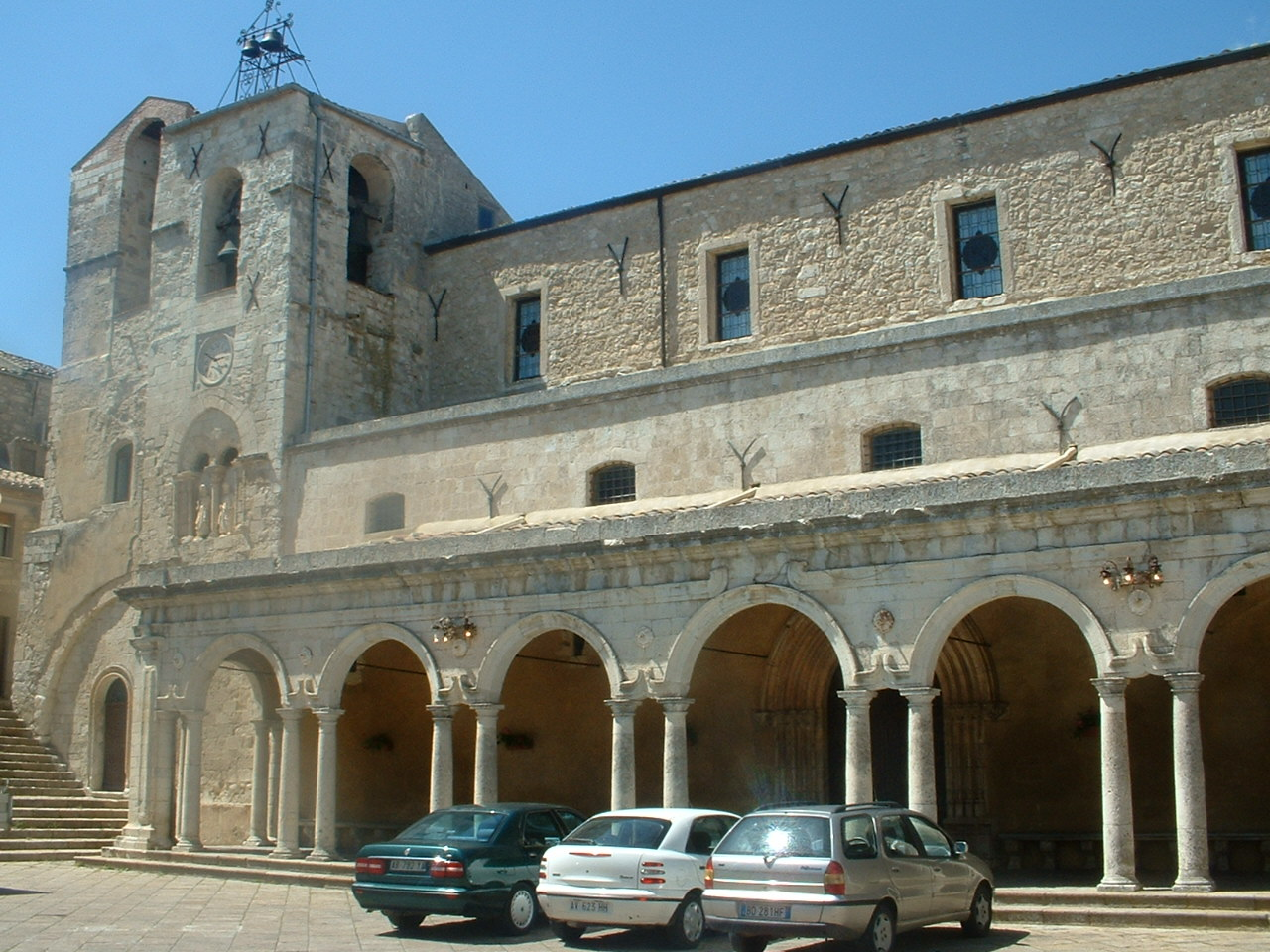
Campanile normanno e portico.

### Epoca bizantino-araba
Nella b.ṭralîah araba è documentato un luogo di culto entro la cinta muraria del borgo. Non trattandosi di un edificio ricostruito su preesistente insediamento ma di una costruzione soggetta a progressive stratificazioni d'interventi, l'aggregato è probabilmente il tempio menzionato nel 985 da Al-Muqaddasi nella sua descrizione di Petralia Soprana. Il suo singolare orientamento potrebbe confermare un’originaria funzione come moschea araba.

### Epoca normanna
Decorazioni bizantino-arabe anteriori agli stilemi della bifora del campanile normanno collocano la costruzione di elementi del primitivo nucleo immediatamente prima della dominazione araba. In origine era molto più piccola, ad una sola navata e probabilmente a croce greca come i primitivi impianti degli altri luoghi di culto cittadini. La parte più antica è quella corrispondente all'attuale navata sinistra.
Il tempio è ubicato nel cuore medievale del paese, ed è quasi adiacente alla chiesa del Santissimo Salvatore, la Cappella Palatina voluta da Ruggero I di Sicilia, ed è equidistante dalle due fortezze cittadine dell'epoca: il vetusto castello a mezzogiorno e la moderna fortificazione extra portam a settentrione. Il primo maniero fu destinato in seguito ad ospitare i religiosi carmelitani per poi essere riedificato come chiesa di Santa Maria di Loreto, il secondo - conclusa la riconquista normanna -  decadde progressivamente a causa di terremoti e degli agenti naturali.
Goffredo Malaterra, cronista di corte, nel 1066 documenta il primitivo sistema di fortificazioni cittadino, caposaldo con funzione di piazzaforte militare, avamposto della città di Palermo in caso di assedio di quest'ultima. Gli storici Filippo Cluverio e Tommaso Fazello concordano sull'impianto arabo-normanno del borgo, ma l'archeologo domenicano, con le sue ricognizioni e gli studi approfonditi sulla Geografia di Tolomeo, retrodata le origini della località e la fondazione del Castru, fissandone l'origine in epoca romana.

### Epoca aragonese
Semidistrutta da un disastroso incendio nel Trecento, la chiesa fu rimodulata per volere di Antonio Ventimiglia, salvo il campanile ad occidente. I lavori di ripristino terminarono nel 1497, come si evince dall'iscrizione incisa sulla lapide ancora visibile sopra il portale dalla parte interna, di ridotte dimensioni fu riedificata con due sole navate.
Trasformazioni, ampliamenti e perfezionamenti seguirono all'inizio del 700, quando fu ingrandita con l'aggiunta di una terza navata, l'interno impreziosito con decorazioni in stucco di gusto barocco opera dei Serpotta, ingentilita da un portico esterno con colonne binate, e un secondo campanile eretto ad oriente.
È ipotizzabile che lo spazio oggi occupato dalla navata destra fosse occupato da un porticato o un chiostro, come denota il ritrovamento di elementi di pilastri decorati con fiori, inglobati nell'attuale parete destra. La zona prospiciente la teoria di colonne binate (16 colonne, 7 luci a sud e una rivolta ad est, l'arcata centrale sensibilmente più larga), era destinata a zona cimiteriale, area oggi denominata «Û chianu â chiesa». Il portale di stile gotico del Quattrocento al centro del fianco meridionale sotto il portico, fu rimodulato in seguito allo spostamento determinato per consentire e garantire l'ingrandimento del tempio.

### Epoca contemporanea
Le due statue di San Pietro e San Paolo, inserite negli archi della bifora normanna, sono state collocate solo nel 1912, provenienti da una diversa originaria sistemazione assieme al San Giovanni Battista presente accanto al fonte battesimale. In questo stesso periodo, il portico è stato oggetto di un completo rifacimento ed è stata realizzata la scalinata di raccordo tra il piano di calpestio e i vari livelli esistenti fino al piano stradale.
Intorno agli anni '60 è stato completato il campanile settecentesco, rimasto monco dotando il secondo ridotto ordine di balaustra, nel 1998 nella cella campanaria è installata una campana di 18 quintali denominata Campana dell'Unione. Sui prospetti sono stati eliminati sovrastrutture, superfetazioni, grondaie, vasi ornamentali acroteriali sul cornicione del portico e i lampioni.

## Prospetti
Il prospetto laterale destro è quello principale, il corpo ecclesiale è incastonato per 3/4 nel resto del contesto edilizio abitato. Il campanile normanno insiste in corrispondenza della pseudo controfacciata, quello più moderno d'epoca settecentesca gravita in prossimità delle absidi.
Sul lato sinistro è visibile una finestra murata a testimonianza dell'esistenza di un edificio pre-normanno. Il manufatto presenta decorazioni bizantino-arabe anteriori rispetto agli stilemi della bifora del campanile normanno. Per l'innalzamento del terreno la finestra appare al di sotto del livello della strada, una carbonaia adiacente ha consentito di preservarla dalle ingiurie del tempo.

## Campanili
- Campanile normanno. La torre campanaria di sinistra o occidentale si distingue per elementi di età normanno - sveva del XII - XIII secolo, in particolare la bifora, la cui datazione è confermata dal ritrovamento, nel corso di lavori di restauro, di una moneta coniata sotto il regno di Ruggero II. Successivamente rafforzata da contrafforte, ne deriva il curioso aspetto di "doppio campanile" dai volumi e linee ibridi. Sulla parete sud a poca distanza dalla bifora, è ancora visibile una croce scolpita all'atto della consacrazione. Sono presenti celle campanarie multiple e una incastellatura in ferro sommitale per strumenti di piccole dimensioni.
- Campanile orientale. È un manufatto quadrangolare rimasto a lungo incompiuto e completato solo negli anni '60 del secolo scorso. Ripartito su due ordini, presenta una cella campanaria delimitata da balaustre, quattro monofore e segnato lungo gli spigoli laterali da poderose paraste angolari convesse con un'articolata modanatura sovrapposta e prospettica.

## Interno
L'interno è a croce latina diviso in tre navate da pilastri. Sulla parete in fondo alla navata (pseudo controfacciata) è collocata la cantoria e il più grande organo del comprensorio, risalente al 1780, opera di Giacomo Andronico. Le superfici interne sono ricoperte da un apparato decorativo in stucco.

### Navata destra
- Prima campata. Nell'ambiente è documentato il dipinto raffigurante la Madonna degli Angeli raffigurata con Santa Chiara, San Francesco d'Assisi, Sant'Antonio di Padova e San Pietro d'Alcantara. Lo scudo sormontato dalla corona presenta da un lato lo stemma della famiglia Santacolomba, conti d'Isnello, e dall'altro quello di Alessandra Gucci, madre di Arnaldo, committente, opera realizzata da Gaspare Bazzano nel 1620.
- Seconda campata: Dipinto.
- Terza campata: varco d'ingresso destro o meridionale con portale gotico[1] sul portico prospiciente Û Chianu â Chiesa.
  - Pulpito ligneo.
- Quarta campata: Cappella della Madonna del Carmine. Nell'ambiente è documentato il quadro raffigurante la Madonna del Carmelo ritratta tra santi carmelitani, opera attribuita a Filippo Randazzo, l'Orbo di Nicosia.
- Quinta campata. Cappella della Deposizione. Sulla parete campeggia la Deposizione di Cristo raffigurata con Nicodemo, Giuseppe di Arimatea, San Giovanni Evangelista e altri tre personaggi, opera di ignoto pittore siciliano della seconda metà del XVII secolo.

### Navata sinistra
- Prima campata: Fonte battesimale. Nella nicchia dell'ambiente è documentata la Madonna dell'Udienza, statua marmorea del 1520, opera di Antonello Gagini.[1] Accanto al fonte battesimale San Giovanni Battista, statua marmorea attribuita a Giuliano Mancino. Le statue collocate nella bifora del campanile facevano probabilmente parte di un gruppo d'incerta collocazione comprendente il San Giovanni Battista.
- Seconda campata: Cappella della Madonna della Catena. Nella nicchia è custodita la Madonna della Catena, statua marmorea che presenta sullo scanello il bassorilievo della Natività tra San Pietro, San Paolo, e teste di cherubini alate, opera di Giorgio da Milano del 1495.[1]
- Terza campata: Cappella di San Francesco d'Assisi. La nicchia custodisce la statua raffigurante San Francesco d'Assisi.
- Quarta campata: Statua.
- Quinta campata: Cappella della Pietà. Campeggia nell'ambiente il gruppo marmoreo della Pietà raffigurata tra i simboli della passione, opera di Giuliano Mancino, opera del 1498.[1] La scultura presenta nella base, probabilmente non omogenea nella realizzazione, Cristo Risorto affiancato a sinistra da Maria Maddalena e San Giovanni Evangelista a destra, il nome del committente, il presbitero Giovanni de Macaluso.

### Absidi
- Absidiola destra: Cappella del Santissimo Crocifisso. Nell'ambiente è collocato il Crocifisso, prima opera di frate Umile da Petralia realizzata nel 1623 - 1624, proveniente dalla chiesa di Santa Maria del Gesù[1] del convento dell'Ordine dei frati minori riformati.[5]
- Absidiola sinistra: Cappella del Santissimo Sacramento. L'ambiente ospita la custodia lignea realizzata tra il XVII ed il XVIII secolo dal polizzano Pietro Bencivinni. L'opera, dal colore aureo, è strutturata in tre registri, ognuno dei quali presenta nicchie con fughe prospettiche, carnose volute e motivi a girali. Il pregevole lavoro d'intaglio è stato depredato delle figure che un tempo erano collocate nelle nicchie.

Presbiterio e altare maggiore. La tela sulla sopraelevazione raffigura il Martirio dei Santi Pietro e Paolo, opera del palermitano Vincenzo Riolo, ai lati sulla mensa dell'altare versus absidem, le statue lignee dei titolari della chiesa, eseguite a Catania dallo scultore napoletano Gaetano Franzese nel 1767.
Sulle pareti laterali del presbiterio sono collocate due grandi tele raffiguranti rispettivamente San Pietro liberato dall'angelo e San Paolo che fa bruciare i libri profani, entrambe firmate nel 1890 da Corrado Tanasi. L'artista è autore anche della tela quaresimale raffigurante la Deposizione ispirata all'opera omonima di Rembrandt. Addossato alle pareti il Coro ligneo realizzato nella seconda metà del Settecento da intagliatori siciliani.

## Sacrestia
Tesoro.
- 1890, Ciclo, ritratti, dipinti raffiguranti gli arcipreti di Petralia Soprana, fra essi quello di Gaetano Ragonese Violanti firmato da Corrado Tanasi.
- 1760, Martirio di San Giovanni Evangelista, dipinto, opera proveniente dalla chiesa di Santa Maria di Gesù, firmata dal palermitano Tommaso Pollace.
- 1608, Sacra Famiglia raffigurata con San Michele Arcangelo e San Pietro d'Alcantara, dipinto realizzato da un anonimo pittore siciliano.
- XIX secolo, Cristo Risorto, dipinto, opera di Vincenzo Riolo.

Altre opere di Matteo Garigliano, pittore di Gangi.
- ?, San Francesco d'Assisi, opera riferita a Giovanni Pietro Ragona, artista natio di Petralia Sottana.
- ?, Madonna della Vittoria e San Teodoro, gruppo statuario fresco di recentissimo restauro.

## Feste religiose
- 20 - 29 giugno, Û Fistinu dei Santi Pietro e Paolo Apostoli.[6]